# Madeline Kahn
Madeline Gail Kahn (* 29. September 1942 als Madeline Gail Wolfson in Boston, Massachusetts; † 3. Dezember 1999 in New York) war eine US-amerikanische Film-, Fernseh- und Theaterschauspielerin.

## Leben
Madeline Kahn wurde als Tochter einer jüdischen Familie geboren und erhielt den Namen Madeline Gail Wolfson. Ihre Mutter Paula war 17 Jahre alt, als Madeline zur Welt kam. Ihre Eltern, deren Ehe das Resultat einer Jugendliebe war, ließen sich scheiden, als sie zwei Jahre alt war. Danach zog sie mit ihrer Mutter nach New York. Die Mutter heiratete einige Jahre später erneut und Madeline wuchs mit zwei Stiefbrüdern, Jeffrey und Robyn, auf. 1948 kam sie in ein Internat in Pennsylvania, wo sie bis 1952 blieb. In dieser Zeit förderte die Mutter ihre Bestrebungen, Schauspielerin zu werden, und Kahn trat in einigen Schulaufführungen auf. 1960 machte sie ihren Abschluss an der „Van Buren High School“ in Queens Village (New York) und erhielt ein Stipendium für die Hofstra University. Dort studierte sie Musik, Schauspiel und Sprachtherapie und wirkte in mehreren Theateraufführungen mit. 1964 schloss sie ihr Studium mit einem Diplom in Sprachtherapie ab.

## Erste Bühnenrollen
Kurz nach ihrem Abschluss an der Hofstra University begann Kahn für Rollen vorzusprechen; nebenbei unterrichtete sie an Privatschulen in Levittown (New York). Kurz bevor sie ihren Künstlernamen Madeline Kahn annahm („Kahn“ war der Nachname ihres Stiefvaters), hatte sie ihr Theaterdebüt in einer Neuinszenierung von Kiss Me, Kate gegeben und war direkt danach der Schauspielergewerkschaft beigetreten. Ihre Rolle in How Now, Dow Jones wurde gestrichen, bevor das Stück 1967 an den Broadway gelangte, genauso erging es ihr mit der Rolle der „Miss Whipple“ in Promises, Promises. Ihren Durchbruch am Broadway hatte sie mit New Faces of 1968, im selben Jahr erhielt sie auch ihre erste Hauptrolle in der Operette Candide aus Anlass des 50. Geburtstags von Leonard Bernstein. 1969 trat sie in der Off-Broadway-Produktion Promenade auf.
In den 1970er Jahren trat sie in zwei Broadway-Musicals auf, in einer kleineren Rolle in Richard Rodgers Two by Two (1970) und in der Hauptrolle als Lily Garland in On the Twentieth Century (1978). Bei letzterer wurde sie jedoch nach kurzer Zeit entlassen, und ihre Zweitbesetzung Judy Kaye übernahm die Rolle, was deren Karriere einen enormen Schub gab. Kahn hatte danach ebenfalls eine größere Rolle in der Neuinszenierung von She Loves Me neben Barry Bostwick und der Originalbesetzung aus London, Rita Moreno.

## Filmrollen
Ihr Filmdebüt gab sie 1968 in De Düva und spielte ihre populärsten Rollen in den 1970er Jahren. Der Durchbruch gelang ihr 1972 mit der Darstellung der Eunice Burns, Howard Bannisters (Ryan O’Neal) hysterischer Verlobter, in Peter Bogdanovichs Screwball-Komödie Is’ was, Doc? mit Barbra Streisand. Es folgten Paper Moon (1973) und Mel Brooks Filmkomödien Frankenstein Junior (1974), Is' was, Sheriff? (1974) und Höhenkoller (1977). Von Brooks wurde in Hollywood behauptet, dass er in der Lage gewesen sei, das Beste aus ihrem komödiantischen Talent herauszuholen. Ihre letzte Zusammenarbeit kam bei Mel Brooks – Die verrückte Geschichte der Welt (1981) zustande. Für ihre Auftritte in Paper Moon und Is’ was, Sheriff? (Der wilde, wilde Westen) erhielt die Schauspielerin jeweils eine Oscar-Nominierung als beste Nebendarstellerin. 1974 wurde sie in Rolle der Agnes Gooch in der Verfilmung des Musicals Mame besetzt. Wegen künstlerischer Differenzen mit Lucille Ball, die die Titelrolle verkörperte, wurde sie jedoch entlassen.
Kahns Rollen waren hauptsächlich komödiantischer und weniger dramatischer Natur, obwohl sie auch in zwei Filmen auftrat, die beides miteinander vereinten, In the Boom Boom Room (1974) und Marco Polo Sings a Solo (1977). Nach ihren Erfolgen mit den Filmen von Brooks spielte sie in den 1980er Jahren in weitaus weniger erfolgreichen Filmen mit, so etwa als Mrs. White in Clue: The Movie (Alle Mörder sind schon da).

## Spätere Jahre
Gegen Ende ihrer Karriere kehrte sie wieder auf die Bühne zurück, zunächst 1989 für die Wiederaufnahme von Born Yesterday. Einen Tony Award erhielt sie 1993 für ihre Rolle als „Dr. Gorgeous“ in The Sisters Rosensweig von Wendy Wasserstein. Sie spielte Angela Lansburys Rolle in einer CD-Einspielung von Anyone Can Whistle.
In den frühen 1990er Jahren war Kahns Stimme im Animationsfilm The Magic 7 mit John Candy zu hören. Zuletzt hatte sie eine Rolle in der Sitcom Cosby und übernahm die Stimme der Motte Gypsy in Das große Krabbeln.
1998 wurde bei ihr Eierstockkrebs diagnostiziert. Sie starb am 3. Dezember 1999 im Alter von 57 Jahren.

## Theater
- Leonard Sillman’s New Faces of 1968 (1968)
- Two by Two (Musical) (1970)
- Boom Boom Room (1973)
- On the Twentieth Century (1978)
- Born Yesterday (1989)
- The Sisters Rosensweig (1993)

## Filmografie (Auswahl)

### Spielfilme
- 1968: De Düva
- 1972: Is’ was, Doc? (What’s Up, Doc?)
- 1973: Paper Moon
- 1973: From the Mixed Up Files of Mrs. Basil E. Frankweiler
- 1974: Is’ was, Sheriff? (Blazing Saddles)
- 1974: Frankenstein Junior (Young Frankenstein)
- 1975: At Long Last Love
- 1975: Sherlock Holmes’ cleverer Bruder (The Adventure of Sherlock Holmes’ Smarter Brother)
- 1976: Won Ton Ton – der Hund, der Hollywood rettete (Won Ton Ton, the Dog Who Saved Hollywood)
- 1977: Mel Brooks’ Höhenkoller (High Anxiety)
- 1978: Der Schmalspurschnüffler (The Cheap Detective)
- 1979: Muppets – Der Film (The Muppet Movie)
- 1980: Happy Birthday, Gemini
- 1980: Simon
- 1980: Oh, Moses! (Wholly Moses!)
- 1980: Ene Mene Mu und Präsident bist du (First Family)
- 1981: Mel Brooks – Die verrückte Geschichte der Welt (History of the World, Part I)
- 1982: Slapstick (Slapstick (Of Another Kind))
- 1983: Scrambled Feet
- 1983: Group Madness (Dokumentarfilm)
- 1983: Dotterbart (Yellowbeard)
- 1984: City Heat – Der Bulle und der Schnüffler (City Heat)
- 1985: Alle  Mörder sind schon da (Clue)
- 1986: My Little Pony: The Movie (Stimme)
- 1986: An American Tail (Stimme)
- 1990: Betsy’s Wedding
- 1992: Noch mehr Ärger mit Jack (For Richer, for Poorer / Father, Son and the Mistress)
- 1994: Lifesavers – Die Lebensretter (Mixed Nuts)
- 1995: Nixon
- 1996: Ivana Trump: Liebe kann man nicht kaufen (For Love Alone: The Ivana Trump Story)
- 1997: The Volunteers
- 1998: Das große Krabbeln (A Bug’s Life) (Stimme)
- 1999: Judy Berlin
- 2006: The Magic 7 (Stimme, aufgenommen in den frühen 1990er Jahren)

### Fernsehserien
- 1970: Comedy Tonight
- 1972: Harvey
- 1977: The Muppet Show
- 1983: Oh Madeline
- 1986: Wanted: The Perfect Guy
- 1987: Mr. President
- 1991: Welcome to the Monkey House
- 1991: Lucky Luke
- 1992: For Richer, For Poorer
- 1995: New York News
- 1996: London Suite
- 1996–1999: Cosby